# Livecoins
Livecoins é um portal de notícias brasileiro especializado em jornalismo digital com foco em Bitcoin, blockchain e criptomoedas. Fundado em 2017, o site se estabeleceu como o maior portal independente sobre criptomoedas no Brasil, oferecendo análises, reportagens e atualizações diárias sobre o setor.

## História
O portal foi fundado pelo então estudante Mateus Nunes durante o pico do Bitcoin ocorrido em novembro de 2017. O fundador já atuava no meio cripto com postagens em rede sociais e coordenando traduções para Português brasileiro no site Bitcoin.org. Em seu primeiro mês de existência, enquanto a criptomoeda valia cerca de 6 mil dólares, o portal atingiu mais de 30 mil acessos. Logo no mês seguinte, enquanto o hype em torno do Bitcoin crescia, o fundador contratou o analista de dados Gustavo Bertolucci, que se tornou sócio, e o portal chegou 100 mil visitantes.

### Parcerias
No ano de 2018, o veículo fechou uma importante parceria com o TradingView, uma das principais plataformas globais de análise técnica e estratégias de investimento.
Em 2021 o Yahoo Brasil passou a publicar notícias do portal, até o encerramento da redação e dos portais no Brasil. Em 2022 o Livecoins lançou uma ferramenta que monitora o volume de negociação das criptomoedas no país. Em 2023 passou a publicar também no portal Coinmarketcap.

### Prêmio Livecoins
No fim de 2023 o portal organizou votação pública para premiar as melhores empresas do mercado de criptomoedas no ano. No primeiro ano do prêmio, a Binance foi eleita a mehor exchange de criptomoedas do Brasil.

## Reconhecimento
O portal foi citado como um dos melhores sites de criptomoedas do Brasil em 2023, ao lado de sites como Coindesk, Infomoney e Bitcoin Magazine, em levantamento realizado pela Bitso.
Livecoins também é frequentemente citado em diversos artigos acadêmicos, por outros veículos de imprensa, inclusive por concorrentes como o Portal do Bitcoin, e até mesmo requerimentos relacionados à CPI das Pirâmides Financeiras na Câmara dos Deputados.
O portal foi um dos responsáveis pelo jornalismo investigativo que levou ao fim diversos golpes de criptomoedas no Brasil, como o caso do Faraó dos Bitcoins, foi responsável por uma apuração sobre a Riot Games, desenvolvedora do jogo League of Legends, ter plano para NFTs, que repercutiu em diversos veículos nacionais, como o Globo Esporte, e internacionalmente. Também foi citado pela InfoMoney pelas apurações nas relações de presidenciáveis com as criptomoedas nas eleições brasileiras.
O relatório FInfluence da ANBIMA destacou que o Livecoins teve o perfil no X (antigo Twitter) que mais cresceu com relação aos demais do mercado financeiro no primeiro semestre de 2024.